# Oksana Czerkaszyna
Oksana Leonidiwna Czerkaszyna (ukr. Оксана Леонідівна Черкашина; ur. 7 maja 1988 w Charkowie) – ukraińska aktorka teatralna i filmowa.    

## Życiorys
Od młodych lat przejawiała zainteresowanie sztuką, zwłaszcza teatrem. W 2005 rozpoczęła naukę na Kijowskim Narodowym Uniwersytecie Teatru, Kina i Telewizji im. Iwana Karpenki-Karego, który ukończyła w 2009 z tytułem magistra sztuki. Od 2014 jest trenerką, reżyserką i wykładowczynią w Szkole Aktorskiego Mistrzostwa „Testo” w Charkowie.

## Kariera
W 2016 Joanna Wichowska zaprosiła Czerkaszynę do udziału w polsko-ukraińskim projekcie Mapy strachu/Mapy tożsamości, co okazało się punktem zwrotnym w jej karierze. W kolejnych latach uczestniczyła w licznych niezależnych przedsięwzięciach artystycznych, współpracując z British Council, Instytutem Goethego na Ukrainie oraz Instytutem Teatralnym w Warszawie. Wystąpiła w spektaklach takich jak ДПЮ, Ресторан Україна czy Мій дід копав, мій батько копав, а я не буду.
Po ukończeniu studiów rozpoczęła karierę aktorską w Kijowski Akademickim Teatrz Dramatu i Komedii na lewym brzegu Dniepru, gdzie szybko zdobyła uznanie. W 2019 otrzymała dwie prestiżowe nagrody polskiego teatru: główną nagrodę aktorską w Ogólnopolskim Konkursie na Wystawienie Polskiej Sztuki Współczesnej, a także nagrodę za najlepszą rolę kobiecą na Międzynarodowym Festiwalu Teatralnym Boska Komedia w Krakowie. W 2018 oraz 2019 wystąpiła na deskach Teatru im. Wandy Siemaszkowej w Rzeszowie w sztuce Lwów nie oddamy.
W uznaniu za „talent i artystyczną śmiałość” znalazła się na liście 50 „śmiałych kobiet” magazynu „Wysokie Obcasy” w 2019.
Na ekranie zadebiutowała w filmie Walentyniw deń (2015) w reżyserii Władisława Wdowczenki, za który otrzymała nagrodę dla najlepszej aktorki na Międzynarodowym Festiwalu Filmowym Molodist w Kijowie. Następnie wystąpiła m.in. w Klondike Maryny Er Horbach (za który w 2022 ponownie otrzymała nagrodę dla najlepszej aktorki) oraz w Złych drogach Natalii Worożbyt (nagroda „Kinokoł” w 2020).
Po inwazji Rosji na Ukrainę 24 lutego 2022 jej poglądy na politykę, sztukę i społeczność międzynarodową uległy zmianie. Straciła wiarę w Unię Europejską i wspólnotę międzynarodową, które według niej zareagowały zbyt słabo. Uznała Klondike za film „dedykowany wszystkim kobietom” i podkreślała znaczenie kobiecej perspektywy w ukazywaniu konfliktu.
Klondike był oficjalnym ukraińskim kandydatem do Oscara 2023 w kategorii Najlepszy Film Międzynarodowy, a Czerkaszyna otrzymała nagrodę FIPRESCI dla najlepszej aktorki na Festiwalu Filmowym w Palm Springs. W 2023 premierę miały jej kolejny produkcje, w których wystąpiła: Absolutni debiutanci, Zielona Granica czy Polowanie na ćmy.
W 2021 otrzymała Nagrodę Publiczności dla najlepszej aktorki za role w spektaklach 3siostry i Jądro ciemności na 27. Międzynarodowym Festiwalu Sztuk Przyjemnych i Nieprzyjemnych w Łodzi. Od tego samego roku pracuje jako aktorka Teatru Powszechnego w Warszawie.

## Życie prywatne
Biegle mówi w języku ukraińskim, angielskim, polskim i rosyjskim. Posiada także podstawową znajomość francuskiego i niemieckiego. 

## Filmografia
- Девахан (2015) – dziewczyna

- Bring Us Your Women (2015) – Oxana Cherkashina (segment Mary Magdalene)
- Марія Магдалена (2016) – Maria
- Złe drogi (2020) – ratownik medyczny
- Syndrom Hamleta (2021) – Oksana
- Klondike (2020) – Irka
- Tata (2022) – funkcjonariuszka na granicy
- Polowanie na ćmy (2023) – sędzina Szymalska (odcinek 5)
- Zielona Granica (2023) – ukraińska uchodźczyni
- Absolutni debiutanci (2023) – mama Igora (odcinek 6)

- Ludzie i rzeczy (2024) – Olena
- Komisarz Alex (2024) – Maria Sidorow, siostra Sargieja (odcinek 275)
- Idź przodem, bracie (2024) – Oksana (odcinki 4, 6)
- Będziemy mieszkać razem (2024) – Anna (odcinki 1, 2, 3, 4, 5, 6)
- Brzydka siostra (2025) – kucharka